# ISACHC-Klassifikation
Die ISACHC-Klassifikation ist eine Einteilung für den Schweregrad von Herzerkrankungen bei Kleintieren. Der Begriff ist ein Akronym des International Small Animal Cardiac Health Council und wird alternativ zur aus der Humanmedizin übernommenen NYHA-Klassifikation gebraucht. Er beschreibt im Wesentlichen drei Schweregrade von Herzerkrankungen:
- Klasse 1: asymptomatische Tiere
- Klasse 2: Gering- bis mittelgradige Herzinsuffizienz
- Klasse 3: Hochgradige Herzinsuffizienz

Hierbei werden die Klassen nochmals weiter unterteilt:
- ISACHC 1a: im Röntgen ist keine Vergrößerung des Herzens erkennbar
- ISACHC 1b: im Röntgen stellt sich das Herz vergrößert dar

Die ISACHC-Klasse 1 entspricht im Wesentlichen der NYHA-Klasse I

- ISACHC 2: äußert sich hauptsächlich durch verminderte Anstrengungstoleranz und Leistungsfähigkeit. Weiterhin ist eine leicht erhöhte Atemruhefrequenz feststellbar, bei körperlicher Belastung kommt es zu Atemnot und Husten.

Die ISACHC-Klasse 2 entspricht der NYHA Klasse II und deren Übergang zur Klasse III.

ISACHC 3: die betroffenen Tiere zeigen Dyspnoe und Husten auch im Ruhezustand; häufig sind Anzeichen für Ödeme vorhanden. Die Einstufung beinhaltet die NYHA-Klassen III und IV.
- ISACHC 3a: eine ambulante Behandlung der Erkrankung ist möglich
- ISACHC 3b: zur Stabilisierung muss das Tier stationär versorgt werden.